# Martti Parantainen

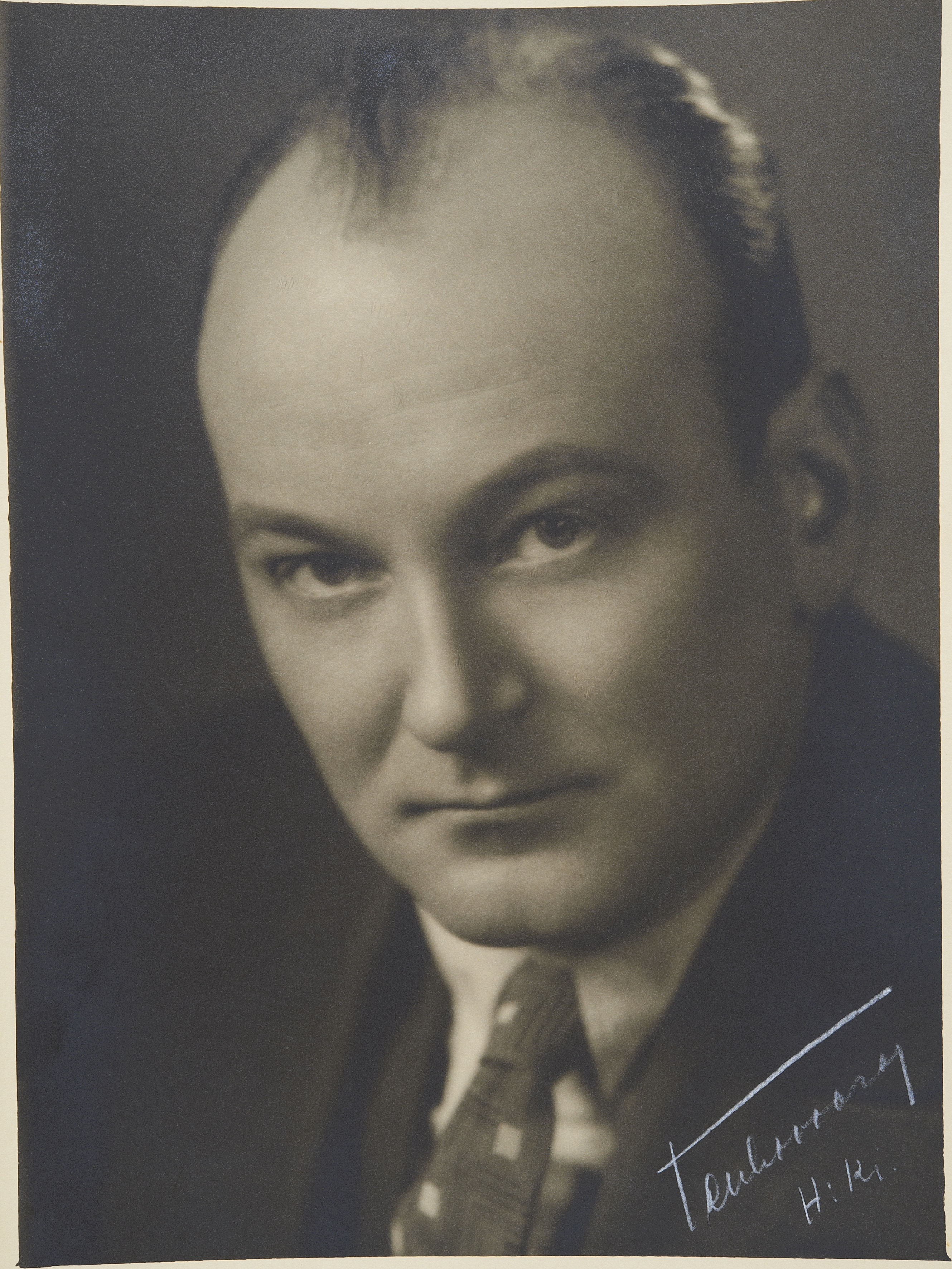
Martti Parantainen, ca. 1930.

Martti Mathias Parantainen (Helsinki, 1 oktober 1903 – aldaar, 25 november 1975) was een Fins componist, muziekpedagoog en militaire kapelmeester. Voor bepaalde werken gebruikte hij het pseudoniem Matthias Pará.

## Levensloop
Parantainen studeerde vanaf 1920 aan de Sibeliusacademie te Helsinki en haalde zijn diploma als zangleraar en kapelmeester. Vanaf 1935 was hij dirigent van verschillende militaire muziekkapellen. In 1951 werd hij bevorderd tot inspecteur van de Finse militaire muziekkorpsen en bleef in deze functie tot 1964. Van 1945 tot 1951 was hij als docent verbonden aan het Viipuri Muziekinstituut alsook aan de militaire muziekacademie. Verder was hij dirigent van het militaire muziekkorps Helsingin varuskuntasoittokunta van 1951 tot 1964. Tijdens de Olympische Zomerspelen 1952 was hij dirigent van de militaire muziekkorpsen die het raamprogramma verzorgden.
Als componist schreef hij verschillende werken voor harmonieorkest.

## Composities

### Werken voor harmonieorkest
- Asemiesmarssi[1]
- Augustin poika
- Fanfaarimarssi
- Finlandia hymne uit het gelijknamige symfonisch gedicht van Jean Sibelius[2]
- Joulukuun kuudes
- Juhlamarssi isänmaalle
- Lemmenvalssi
- Marssimme yhä
- Minuetto
- Musical minutes
- Parolan Marssi
- Suomalaisen ratsuväen marssi 30-vuotisessa sodassa

### Filmmuziek
- 1935 Kalevalan mailta
- 1963 Suomalainen ratsuväki 1500-luvulta nykypäiviin

## Media
1. ↑  Asemies. Gearchiveerd op 20 mei 2023.
2. ↑  Finlandia hymne. Gearchiveerd op 16 september 2016.